# Élections municipales de 2014 dans la Nièvre
Les élections municipales se sont déroulées les 23 et 30 mars 2014 dans la Nièvre.

## Maires sortants et maires élus
La gauche demeure majoritaire dans le département. Seules exceptions avec Cosne-Cours-sur-Loire qui passe à droite et Varennes-Vauzelles, administrée par le PCF depuis 1945, est remportée par la droite. Nevers demeure acquise au PS.
| Commune                 | Population | Maire sortant              | Parti | Parti | Maire élu             | Parti | Parti |
| ----------------------- | ---------- | -------------------------- | ----- | ----- | --------------------- | ----- | ----- |
| Château-Chinon          | 2 098      | Henri Malcoiffe            |       | PS    | Guy Doussot           |       | PS    |
| Clamecy                 | 4 227      | Claudine Boisorieux        |       | DVG   | Claudine Boisorieux   |       | DVG   |
| Cosne-Cours-sur-Loire   | 10 484     | Alain Dherbier             |       | PS    | Michel Veneau         |       | UMP   |
| Coulanges-lès-Nevers    | 3 590      | Maryse Augendre            |       | DVG   | Maryse Augendre       |       | DVG   |
| Decize                  | 5 733      | Alain Lassus               |       | PS    | Alain Lassus          |       | PS    |
| Fourchambault           | 4 678      | Marie-Madeleine Monestier  |       | PS    | Alain Herteloup       |       | PS    |
| Garchizy                | 3 836      | Jean-Paul Pinaud           |       | PCF   | Michel Monet          |       | DVG   |
| Guérigny                | 2 572      | Jean-Pierre Château        |       | DVG   | Jean-Pierre Château   |       | DVG   |
| Imphy                   | 3 714      | Joëlle Julien              |       | PS    | Joëlle Julien         |       | PS    |
| La Charité-sur-Loire    | 5 118      | Gaëtan Gorce               |       | PS    | Henri Valès           |       | PS    |
| La Machine              | 3 504      | Daniel Barbier             |       | PS    | Daniel Barbier        |       | PS    |
| Marzy                   | 3 621      | Louis-François Martin      |       | DVG   | Louis-François Martin |       | DVG   |
| Nevers                  | 36 210     | Florent Sainte-Fare Garnot |       | PS    | Denis Thuriot         |       | DVG   |
| Pougues-les-Eaux        | 2 429      | Mauricette Maître          |       | DVG   | Mauricette Maitre     |       | DVG   |
| Saint-Éloi              | 2 155      | Jean-Marc Duly             |       | DVD   | Robert Ducreux        |       | DVD   |
| Saint-Léger-des-Vignes  | 2 021      | Guy Leblanc                |       | PS    | Pascal Thévenet       |       | PS    |
| Saint-Pierre-le-Moûtier | 2 012      | François Clostre           |       | DVD   | Pierre Billard        |       | DVD   |
| Varennes-Vauzelles      | 9 567      | Pascal Reuillard           |       | PCF   | Isabelle Bonnicel     |       | DVD   |

## Résultats dans les communes de plus de1 000 habitants

### Cercy-la-Tour
- Maire sortant : Gérard Genty (PS)
- 19 sièges à pourvoir au conseil municipal (population légale 2011 : 1 936 habitants)
- 5 sièges à pourvoir au conseil communautaire (CC Bazois Loire Morvan)

|                | Sébastien Descreaux | DVD            | 500   | 50,10  | 15 | 4 |  |  |
|                | Michel Mulot        | PS             | 498   | 49,89  | 4  | 1 |  |  |
|                |                     |                |       |        |    |   |  |  |
| Inscrits       | Inscrits            | Inscrits       | 1 499 | 100,00 |    |   |  |  |
| Abstentions    | Abstentions         | Abstentions    | 439   | 29,29  |    |   |  |  |
| Votants        | Votants             | Votants        | 1 060 | 70,71  |    |   |  |  |
| Blancs et nuls | Blancs et nuls      | Blancs et nuls | 62    | 5,85   |    |   |  |  |
| Exprimés       | Exprimés            | Exprimés       | 998   | 94,15  |    |   |  |  |

### Challuy
- Maire sortant : Fabrice Berger (EELV)
- 19 sièges à pourvoir au conseil municipal (population légale 2011 : 1 570 habitants)
- 2 sièges à pourvoir au conseil communautaire (CA de Nevers)

|                          | Fabrice Berger * | EELV           | 588   | 74,05  | 17 | 2 |  |  |
|                          | Daniel Bouchard  | DVG            | 206   | 25,94  | 2  |   |  |  |
|                          |                  |                |       |        |    |   |  |  |
| Inscrits                 | Inscrits         | Inscrits       | 1 134 | 100,00 |    |   |  |  |
| Abstentions              | Abstentions      | Abstentions    | 299   | 26,37  |    |   |  |  |
| Votants                  | Votants          | Votants        | 835   | 73,63  |    |   |  |  |
| Blancs et nuls           | Blancs et nuls   | Blancs et nuls | 41    | 4,91   |    |   |  |  |
| Exprimés                 | Exprimés         | Exprimés       | 794   | 95,09  |    |   |  |  |
| * Liste du maire sortant |                  |                |       |        |    |   |  |  |

### Chantenay-Saint-Imbert
- Maire sortant : Jean Aubois (PS)
- 15 sièges à pourvoir au conseil municipal (population légale 2011 : 1 265 habitants)
- 5 sièges à pourvoir au conseil communautaire (CC du Nivernais Bourbonnais)

|                | Alix Meunier   | DIV            | 462 | 100,00 | 15 | 5 |  |  |
|                |                |                |     |        |    |   |  |  |
| Inscrits       | Inscrits       | Inscrits       | 858 | 100,00 |    |   |  |  |
| Abstentions    | Abstentions    | Abstentions    | 291 | 33,92  |    |   |  |  |
| Votants        | Votants        | Votants        | 567 | 66,08  |    |   |  |  |
| Blancs et nuls | Blancs et nuls | Blancs et nuls | 105 | 18,52  |    |   |  |  |
| Exprimés       | Exprimés       | Exprimés       | 462 | 81,48  |    |   |  |  |

### Château-Chinon (ville)
- Maire sortant : Henri Malcoiffe (PS)
- 19 sièges à pourvoir au conseil municipal (population légale 2011 : 2 098 habitants)
- 10 sièges à pourvoir au conseil communautaire (CC Morvan Sommets et Grands Lacs)

|                          | Guy Doussot       | PS             | 424   | 52,67  | 15 | 8 |  |  |
|                          | Henri Malcoiffe * | PS             | 381   | 47,32  | 4  | 2 |  |  |
|                          |                   |                |       |        |    |   |  |  |
| Inscrits                 | Inscrits          | Inscrits       | 1 219 | 100,00 |    |   |  |  |
| Abstentions              | Abstentions       | Abstentions    | 344   | 28,22  |    |   |  |  |
| Votants                  | Votants           | Votants        | 875   | 71,78  |    |   |  |  |
| Blancs et nuls           | Blancs et nuls    | Blancs et nuls | 70    | 8,00   |    |   |  |  |
| Exprimés                 | Exprimés          | Exprimés       | 805   | 92,00  |    |   |  |  |
| * Liste du maire sortant |                   |                |       |        |    |   |  |  |

### Chaulgnes
- Maire sortant : Isabelle Cassar
- 15 sièges à pourvoir au conseil municipal (population légale 2011 : 1 414 habitants)
- 4 sièges à pourvoir au conseil communautaire (CC Les Bertranges)

|                          | Olivier Cadiot    | DIV            | 371   | 52,32  | 12 | 3 |  |  |
|                          | Isabelle Cassar * | PCF            | 338   | 47,67  | 3  | 1 |  |  |
|                          |                   |                |       |        |    |   |  |  |
| Inscrits                 | Inscrits          | Inscrits       | 1 123 | 100,00 |    |   |  |  |
| Abstentions              | Abstentions       | Abstentions    | 362   | 32,24  |    |   |  |  |
| Votants                  | Votants           | Votants        | 761   | 67,76  |    |   |  |  |
| Blancs et nuls           | Blancs et nuls    | Blancs et nuls | 52    | 6,83   |    |   |  |  |
| Exprimés                 | Exprimés          | Exprimés       | 709   | 93,17  |    |   |  |  |
| * Liste du maire sortant |                   |                |       |        |    |   |  |  |

### Clamecy
- Maire sortant : Claudine Boisorieux (DVG)
- 27 sièges à pourvoir au conseil municipal (population légale 2011 : 4 227 habitants)
- 13 sièges à pourvoir au conseil communautaire (CC Haut Nivernais - Val d'Yonne)

| Tête de liste            | Tête de liste         | Liste          | Premier tour | Premier tour | Second tour | Second tour | Sièges | Sièges |
| Tête de liste            | Tête de liste         | Liste          | Voix         | %            | Voix        | %           | CM     | CC     |
| ------------------------ | --------------------- | -------------- | ------------ | ------------ | ----------- | ----------- | ------ | ------ |
|                          | Michel Carvoyeur      | PS             | 546          | 37,09        | 655         | 40,23       | 5      | 2      |
|                          | Claudine Boisorieux * | DVG            | 544          | 36,95        | 656         | 40,29       | 20     | 10     |
|                          | Jean-Louis Goumet     | DVD            | 382          | 25,95        | 317         | 19,47       | 2      | 1      |
|                          |                       |                |              |              |             |             |        |        |
| Inscrits                 | Inscrits              | Inscrits       | 2 613        | 100,00       | 2 613       | 100,00      |        |        |
| Abstentions              | Abstentions           | Abstentions    | 1 047        | 40,07        | 934         | 35,74       |        |        |
| Votants                  | Votants               | Votants        | 1 566        | 59,93        | 1 679       | 64,26       |        |        |
| Blancs et nuls           | Blancs et nuls        | Blancs et nuls | 94           | 6,00         | 51          | 3,04        |        |        |
| Exprimés                 | Exprimés              | Exprimés       | 1 472        | 94,00        | 1 628       | 96,96       |        |        |
| * Liste du maire sortant |                       |                |              |              |             |             |        |        |

### Corbigny
- Maire sortant : Jean-Paul Magnon (PS)
- 19 sièges à pourvoir au conseil municipal (population légale 2011 : 1 576 habitants)
- 6 sièges à pourvoir au conseil communautaire (CC Tannay-Brinon-Corbigny)

|                          | Maryse Peltier     | DVD            | 495   | 58,37  | 15 | 4 |  |  |
|                          | Jean-Paul Magnon * | PS             | 353   | 41,62  | 4  | 2 |  |  |
|                          |                    |                |       |        |    |   |  |  |
| Inscrits                 | Inscrits           | Inscrits       | 1 237 | 100,00 |    |   |  |  |
| Abstentions              | Abstentions        | Abstentions    | 333   | 26,92  |    |   |  |  |
| Votants                  | Votants            | Votants        | 904   | 73,08  |    |   |  |  |
| Blancs et nuls           | Blancs et nuls     | Blancs et nuls | 56    | 6,19   |    |   |  |  |
| Exprimés                 | Exprimés           | Exprimés       | 848   | 93,81  |    |   |  |  |
| * Liste du maire sortant |                    |                |       |        |    |   |  |  |

### Cosne-Cours-sur-Loire
- Maire sortant : Alain Dherbier (PS)
- 33 sièges à pourvoir au conseil municipal (population légale 2011 : 10 484 habitants)
- 15 sièges à pourvoir au conseil communautaire (CC Cœur de Loire)

|                          | Michel Veneau    | UMP            | 2 337 | 50,16  | 25 | 12 |  |  |
|                          | Alain Dherbier * | PS             | 1 784 | 38,29  | 6  | 3  |  |  |
|                          | Isabelle Molina  | PCF            | 538   | 11,54  | 2  |    |  |  |
|                          |                  |                |       |        |    |    |  |  |
| Inscrits                 | Inscrits         | Inscrits       | 8 006 | 100,00 |    |    |  |  |
| Abstentions              | Abstentions      | Abstentions    | 3 117 | 38,93  |    |    |  |  |
| Votants                  | Votants          | Votants        | 4 889 | 61,07  |    |    |  |  |
| Blancs et nuls           | Blancs et nuls   | Blancs et nuls | 230   | 4,70   |    |    |  |  |
| Exprimés                 | Exprimés         | Exprimés       | 4 659 | 95,30  |    |    |  |  |
| * Liste du maire sortant |                  |                |       |        |    |    |  |  |

### Coulanges-lès-Nevers
- Maire sortant : Maryse Augendre
- 27 sièges à pourvoir au conseil municipal (population légale 2011 : 3 590 habitants)
- 3 sièges à pourvoir au conseil communautaire (CA de Nevers)

|                          | Maryse Augendre * | DVG            | 1 320 | 73,86  | 24 | 3 |  |  |
|                          | Jacques Laubignat | DIV            | 467   | 26,13  | 3  |   |  |  |
|                          |                   |                |       |        |    |   |  |  |
| Inscrits                 | Inscrits          | Inscrits       | 3 019 | 100,00 |    |   |  |  |
| Abstentions              | Abstentions       | Abstentions    | 1 041 | 34,48  |    |   |  |  |
| Votants                  | Votants           | Votants        | 1 978 | 65,52  |    |   |  |  |
| Blancs et nuls           | Blancs et nuls    | Blancs et nuls | 191   | 9,66   |    |   |  |  |
| Exprimés                 | Exprimés          | Exprimés       | 1 787 | 90,34  |    |   |  |  |
| * Liste du maire sortant |                   |                |       |        |    |   |  |  |

### Decize
- Maire sortant : Alain Lassus (PS)
- 29 sièges à pourvoir au conseil municipal (population légale 2011 : 5 733 habitants)
- 12 sièges à pourvoir au conseil communautaire (CC Sud Nivernais)

|                          | Alain Lassus * | PS             | 1 311 | 100,00 | 29 | 12 |  |  |
|                          |                |                |       |        |    |    |  |  |
| Inscrits                 | Inscrits       | Inscrits       | 4 009 | 100,00 |    |    |  |  |
| Abstentions              | Abstentions    | Abstentions    | 2 092 | 52,18  |    |    |  |  |
| Votants                  | Votants        | Votants        | 1 917 | 47,82  |    |    |  |  |
| Blancs et nuls           | Blancs et nuls | Blancs et nuls | 606   | 31,61  |    |    |  |  |
| Exprimés                 | Exprimés       | Exprimés       | 1 311 | 68,39  |    |    |  |  |
| * Liste du maire sortant |                |                |       |        |    |    |  |  |

### Donzy
- Maire sortant : Jean-Paul Jacob
- 19 sièges à pourvoir au conseil municipal (population légale 2011 : 1 613 habitants)
- 4 sièges à pourvoir au conseil communautaire (CC Cœur de Loire)

| Tête de liste            | Tête de liste     | Liste          | Premier tour | Premier tour | Second tour | Second tour | Sièges | Sièges |
| Tête de liste            | Tête de liste     | Liste          | Voix         | %            | Voix        | %           | CM     | CC     |
| ------------------------ | ----------------- | -------------- | ------------ | ------------ | ----------- | ----------- | ------ | ------ |
|                          | Jean-Paul Jacob * | DVD            | 418          | 47,28        | 486         | 51,59       | 15     | 3      |
|                          | Alain Phily       | DIV            | 287          | 32,46        | 456         | 48,40       | 4      | 1      |
|                          | Patrice Ricard    | DIV            | 179          | 20,24        |             |             |        |        |
|                          |                   |                |              |              |             |             |        |        |
| Inscrits                 | Inscrits          | Inscrits       | 1 210        | 100,00       | 1 210       | 100,00      |        |        |
| Abstentions              | Abstentions       | Abstentions    | 286          | 23,64        | 239         | 19,75       |        |        |
| Votants                  | Votants           | Votants        | 924          | 76,36        | 971         | 80,25       |        |        |
| Blancs et nuls           | Blancs et nuls    | Blancs et nuls | 40           | 4,33         | 29          | 2,99        |        |        |
| Exprimés                 | Exprimés          | Exprimés       | 884          | 95,67        | 942         | 97,01       |        |        |
| * Liste du maire sortant |                   |                |              |              |             |             |        |        |

### Dornes
- Maire sortant : Max Chaussin
- 15 sièges à pourvoir au conseil municipal (population légale 2011 : 1 336 habitants)
- 3 sièges à pourvoir au conseil communautaire (CA Moulins Communauté)

|                          | Max Chaussin *       | DIV            | 504 | 74,00  | 13 | 3 |  |  |
|                          | Dominique Laprevotte | DIV            | 177 | 25,99  | 2  |   |  |  |
|                          |                      |                |     |        |    |   |  |  |
| Inscrits                 | Inscrits             | Inscrits       | 997 | 100,00 |    |   |  |  |
| Abstentions              | Abstentions          | Abstentions    | 252 | 25,28  |    |   |  |  |
| Votants                  | Votants              | Votants        | 745 | 74,72  |    |   |  |  |
| Blancs et nuls           | Blancs et nuls       | Blancs et nuls | 64  | 8,59   |    |   |  |  |
| Exprimés                 | Exprimés             | Exprimés       | 681 | 91,41  |    |   |  |  |
| * Liste du maire sortant |                      |                |     |        |    |   |  |  |

### Fourchambault
- Maire sortant : Marie-Madeleine Monestier (PS)
- 27 sièges à pourvoir au conseil municipal (population légale 2011 : 4 678 habitants)
- 4 sièges à pourvoir au conseil communautaire (CA de Nevers)

|                | Alain Herteloup | PS             | 818   | 57,93  | 22 | 3 |  |  |
|                | Martine Jego    | PCF            | 594   | 42,06  | 5  | 1 |  |  |
|                |                 |                |       |        |    |   |  |  |
| Inscrits       | Inscrits        | Inscrits       | 3 109 | 100,00 |    |   |  |  |
| Abstentions    | Abstentions     | Abstentions    | 1 496 | 48,12  |    |   |  |  |
| Votants        | Votants         | Votants        | 1 613 | 51,88  |    |   |  |  |
| Blancs et nuls | Blancs et nuls  | Blancs et nuls | 201   | 12,46  |    |   |  |  |
| Exprimés       | Exprimés        | Exprimés       | 1 412 | 87,54  |    |   |  |  |

### Garchizy
- Maire sortant : Jean-Paul Pinaud (PCF)
- 27 sièges à pourvoir au conseil municipal (population légale 2011 : 3 836 habitants)
- 3 sièges à pourvoir au conseil communautaire (CA de Nevers)

| Tête de liste            | Tête de liste      | Liste          | Premier tour | Premier tour | Second tour | Second tour | Sièges | Sièges |
| Tête de liste            | Tête de liste      | Liste          | Voix         | %            | Voix        | %           | CM     | CC     |
| ------------------------ | ------------------ | -------------- | ------------ | ------------ | ----------- | ----------- | ------ | ------ |
|                          | Michel Monet       | DVG            | 755          | 42,75        | 943         | 50,56       | 21     | 2      |
|                          | Jean-Paul Pinaud * | PS             | 662          | 37,48        | 656         | 35,17       | 4      | 1      |
|                          | Pierre Apricena    | FN             | 349          | 19,76        | 266         | 14,26       | 2      |        |
|                          |                    |                |              |              |             |             |        |        |
| Inscrits                 | Inscrits           | Inscrits       | 2 824        | 100,00       | 2 824       | 100,00      |        |        |
| Abstentions              | Abstentions        | Abstentions    | 989          | 35,02        | 909         | 32,19       |        |        |
| Votants                  | Votants            | Votants        | 1 835        | 64,98        | 1 915       | 67,81       |        |        |
| Blancs et nuls           | Blancs et nuls     | Blancs et nuls | 69           | 3,76         | 50          | 2,61        |        |        |
| Exprimés                 | Exprimés           | Exprimés       | 1 766        | 96,24        | 1 865       | 97,39       |        |        |
| * Liste du maire sortant |                    |                |              |              |             |             |        |        |

### Guérigny
- Maire sortant : Jean-Pierre Château
- 23 sièges à pourvoir au conseil municipal (population légale 2011 : 2 572 habitants)
- 9 sièges à pourvoir au conseil communautaire (CC Les Bertranges)

|                          | Jean-Pierre Château *  | DVG            | 916   | 73,51  | 20 | 8 |  |  |
|                          | Marie-Jeanne Daubrenet | PCF            | 330   | 26,48  | 3  | 1 |  |  |
|                          |                        |                |       |        |    |   |  |  |
| Inscrits                 | Inscrits               | Inscrits       | 1 851 | 100,00 |    |   |  |  |
| Abstentions              | Abstentions            | Abstentions    | 528   | 28,53  |    |   |  |  |
| Votants                  | Votants                | Votants        | 1 323 | 71,47  |    |   |  |  |
| Blancs et nuls           | Blancs et nuls         | Blancs et nuls | 77    | 5,82   |    |   |  |  |
| Exprimés                 | Exprimés               | Exprimés       | 1 246 | 94,18  |    |   |  |  |
| * Liste du maire sortant |                        |                |       |        |    |   |  |  |

### Imphy
- Maire sortant : Joëlle Julien (PS)
- 27 sièges à pourvoir au conseil municipal (population légale 2011 : 3 714 habitants)
- 11 sièges à pourvoir au conseil communautaire (CC Sud Nivernais)

|                          | Joëlle Julien * | PS             | 915   | 100,00 | 27 | 11 |  |  |
|                          |                 |                |       |        |    |    |  |  |
| Inscrits                 | Inscrits        | Inscrits       | 2 626 | 100,00 |    |    |  |  |
| Abstentions              | Abstentions     | Abstentions    | 1 385 | 52,74  |    |    |  |  |
| Votants                  | Votants         | Votants        | 1 241 | 47,26  |    |    |  |  |
| Blancs et nuls           | Blancs et nuls  | Blancs et nuls | 326   | 26,27  |    |    |  |  |
| Exprimés                 | Exprimés        | Exprimés       | 915   | 73,73  |    |    |  |  |
| * Liste du maire sortant |                 |                |       |        |    |    |  |  |

### La Charité-sur-Loire
- Maire sortant : Gaëtan Gorce (PS)
- 29 sièges à pourvoir au conseil municipal (population légale 2011 : 5 118 habitants)
- 12 sièges à pourvoir au conseil communautaire (CC Les Bertranges)

|                | Henri Valès    | PS             | 1 253 | 65,19  | 24 | 10 |  |  |
|                | Hervé Acker    | DVD            | 669   | 34,80  | 5  | 2  |  |  |
|                |                |                |       |        |    |    |  |  |
| Inscrits       | Inscrits       | Inscrits       | 3 503 | 100,00 |    |    |  |  |
| Abstentions    | Abstentions    | Abstentions    | 1 374 | 39,22  |    |    |  |  |
| Votants        | Votants        | Votants        | 2 129 | 60,78  |    |    |  |  |
| Blancs et nuls | Blancs et nuls | Blancs et nuls | 207   | 9,72   |    |    |  |  |
| Exprimés       | Exprimés       | Exprimés       | 1 922 | 90,28  |    |    |  |  |

### La Machine
- Maire sortant : Daniel Barbier (PS)
- 27 sièges à pourvoir au conseil municipal (population légale 2011 : 3 504 habitants)
- 9 sièges à pourvoir au conseil communautaire (CC Sud Nivernais)

|                          | Daniel Barbier * | PS             | 1 026 | 100,00 | 27 | 9 |  |  |
|                          |                  |                |       |        |    |   |  |  |
| Inscrits                 | Inscrits         | Inscrits       | 2 745 | 100,00 |    |   |  |  |
| Abstentions              | Abstentions      | Abstentions    | 1 439 | 52,42  |    |   |  |  |
| Votants                  | Votants          | Votants        | 1 306 | 47,58  |    |   |  |  |
| Blancs et nuls           | Blancs et nuls   | Blancs et nuls | 280   | 21,44  |    |   |  |  |
| Exprimés                 | Exprimés         | Exprimés       | 1 026 | 78,56  |    |   |  |  |
| * Liste du maire sortant |                  |                |       |        |    |   |  |  |

### Lormes
- Maire sortant : Fabien Bazin (PS)
- 15 sièges à pourvoir au conseil municipal (population légale 2011 : 1 382 habitants)
- 5 sièges à pourvoir au conseil communautaire (CC Morvan Sommets et Grands Lacs)

|                          | Fabien Bazin * | PS             | 340 | 55,46  | 12 | 4 |  |  |
|                          | Marcel Stephan | FN             | 273 | 44,53  | 3  | 1 |  |  |
|                          |                |                |     |        |    |   |  |  |
| Inscrits                 | Inscrits       | Inscrits       | 971 | 100,00 |    |   |  |  |
| Abstentions              | Abstentions    | Abstentions    | 288 | 29,66  |    |   |  |  |
| Votants                  | Votants        | Votants        | 683 | 70,34  |    |   |  |  |
| Blancs et nuls           | Blancs et nuls | Blancs et nuls | 70  | 10,25  |    |   |  |  |
| Exprimés                 | Exprimés       | Exprimés       | 613 | 89,75  |    |   |  |  |
| * Liste du maire sortant |                |                |     |        |    |   |  |  |

### Lucenay-lès-Aix
- Maire sortant : Joëlle André
- 15 sièges à pourvoir au conseil municipal (population légale 2011 : 1 029 habitants)
- 4 sièges à pourvoir au conseil communautaire (CC Sud Nivernais)

| Tête de liste  | Tête de liste      | Liste          | Premier tour | Premier tour | Second tour | Second tour | Sièges | Sièges |
| Tête de liste  | Tête de liste      | Liste          | Voix         | %            | Voix        | %           | CM     | CC     |
| -------------- | ------------------ | -------------- | ------------ | ------------ | ----------- | ----------- | ------ | ------ |
|                | Jean-Paul Pétain   | DIV            | 200          | 38,46        | 211         | 38,92       | 3      | 1      |
|                | Jean-Marc Fonverne | DIV            | 184          | 35,38        | 246         | 45,38       | 11     | 3      |
|                | Christian Dubuis   | DIV            | 136          | 26,15        | 85          | 15,68       | 1      |        |
|                |                    |                |              |              |             |             |        |        |
| Inscrits       | Inscrits           | Inscrits       | 769          | 100,00       | 769         | 100,00      |        |        |
| Abstentions    | Abstentions        | Abstentions    | 202          | 26,27        | 212         | 27,57       |        |        |
| Votants        | Votants            | Votants        | 567          | 73,73        | 557         | 72,43       |        |        |
| Blancs et nuls | Blancs et nuls     | Blancs et nuls | 47           | 8,29         | 15          | 2,69        |        |        |
| Exprimés       | Exprimés           | Exprimés       | 520          | 91,71        | 542         | 97,31       |        |        |

### Luzy
- Maire sortant : Jean-Louis Rollot (PS)
- 19 sièges à pourvoir au conseil municipal (population légale 2011 : 1 991 habitants)
- 8 sièges à pourvoir au conseil communautaire (CC Bazois Loire Morvan)

|                | Jocelyne Guerin | PS             | 769   | 100,00 | 19 | 8 |  |  |
|                |                 |                |       |        |    |   |  |  |
| Inscrits       | Inscrits        | Inscrits       | 1 552 | 100,00 |    |   |  |  |
| Abstentions    | Abstentions     | Abstentions    | 422   | 27,19  |    |   |  |  |
| Votants        | Votants         | Votants        | 1 130 | 72,81  |    |   |  |  |
| Blancs et nuls | Blancs et nuls  | Blancs et nuls | 361   | 31,95  |    |   |  |  |
| Exprimés       | Exprimés        | Exprimés       | 769   | 68,05  |    |   |  |  |

### Magny-Cours
- Maire sortant : Robert Lecas
- 15 sièges à pourvoir au conseil municipal (population légale 2011 : 1 421 habitants)
- 5 sièges à pourvoir au conseil communautaire (CC Loire et Allier)

|                | Jean-Louis Gutierrez      | DVG            | 464   | 58,51  | 13 | 5 |  |  |
|                | Pierre-François Bernigaud | DVG            | 170   | 21,43  | 1  |   |  |  |
|                | Michel Orth               | DVD            | 159   | 20,05  | 1  |   |  |  |
|                |                           |                |       |        |    |   |  |  |
| Inscrits       | Inscrits                  | Inscrits       | 1 059 | 100,00 |    |   |  |  |
| Abstentions    | Abstentions               | Abstentions    | 247   | 23,32  |    |   |  |  |
| Votants        | Votants                   | Votants        | 812   | 76,68  |    |   |  |  |
| Blancs et nuls | Blancs et nuls            | Blancs et nuls | 19    | 2,34   |    |   |  |  |
| Exprimés       | Exprimés                  | Exprimés       | 793   | 97,66  |    |   |  |  |

### Marzy
- Maire sortant : Louis-François Martin (DVG)
- 27 sièges à pourvoir au conseil municipal (population légale 2011 : 3 621 habitants)
- 3 sièges à pourvoir au conseil communautaire (CA de Nevers)

|                          | Louis-François Martin * | DVG            | 1 458 | 71,33  | 23 | 3 |  |  |
|                          | Pascal Barbier          | PS             | 586   | 28,66  | 4  |   |  |  |
|                          |                         |                |       |        |    |   |  |  |
| Inscrits                 | Inscrits                | Inscrits       | 3 022 | 100,00 |    |   |  |  |
| Abstentions              | Abstentions             | Abstentions    | 938   | 31,04  |    |   |  |  |
| Votants                  | Votants                 | Votants        | 2 084 | 68,96  |    |   |  |  |
| Blancs et nuls           | Blancs et nuls          | Blancs et nuls | 40    | 1,92   |    |   |  |  |
| Exprimés                 | Exprimés                | Exprimés       | 2 044 | 98,08  |    |   |  |  |
| * Liste du maire sortant |                         |                |       |        |    |   |  |  |

### Moulins-Engilbert
- Maire sortant : Jacques Guillemain
- 19 sièges à pourvoir au conseil municipal (population légale 2011 : 1 557 habitants)
- 7 sièges à pourvoir au conseil communautaire (CC Bazois Loire Morvan)

| Tête de liste  | Tête de liste     | Liste          | Premier tour | Premier tour | Second tour | Second tour | Sièges | Sièges |
| Tête de liste  | Tête de liste     | Liste          | Voix         | %            | Voix        | %           | CM     | CC     |
| -------------- | ----------------- | -------------- | ------------ | ------------ | ----------- | ----------- | ------ | ------ |
|                | Frédéric Monet    | DVG            | 411          | 49,51        | 496         | 58,14       | 16     | 6      |
|                | Jacques Perraudin | DVG            | 236          | 28,43        | 218         | 25,55       | 2      | 1      |
|                | André Large       | DVG            | 183          | 22,04        | 139         | 16,29       | 1      |        |
|                |                   |                |              |              |             |             |        |        |
| Inscrits       | Inscrits          | Inscrits       | 1 146        | 100,00       | 1 146       | 100,00      |        |        |
| Abstentions    | Abstentions       | Abstentions    | 277          | 24,17        | 272         | 23,73       |        |        |
| Votants        | Votants           | Votants        | 869          | 75,83        | 874         | 76,27       |        |        |
| Blancs et nuls | Blancs et nuls    | Blancs et nuls | 39           | 4,49         | 21          | 2,40        |        |        |
| Exprimés       | Exprimés          | Exprimés       | 830          | 95,51        | 853         | 97,60       |        |        |

### Neuvy-sur-Loire
- Maire sortant : Nadia Sollogoub
- 15 sièges à pourvoir au conseil municipal (population légale 2011 : 1 480 habitants)
- 3 sièges à pourvoir au conseil communautaire (CC Cœur de Loire)

|                          | Nadia Sollogoub *  | DVD            | 469   | 58,77  | 12 | 3 |  |  |
|                          | Jean-Claude Martel | DVG            | 329   | 41,22  | 3  |   |  |  |
|                          |                    |                |       |        |    |   |  |  |
| Inscrits                 | Inscrits           | Inscrits       | 1 091 | 100,00 |    |   |  |  |
| Abstentions              | Abstentions        | Abstentions    | 262   | 24,01  |    |   |  |  |
| Votants                  | Votants            | Votants        | 829   | 75,99  |    |   |  |  |
| Blancs et nuls           | Blancs et nuls     | Blancs et nuls | 31    | 3,74   |    |   |  |  |
| Exprimés                 | Exprimés           | Exprimés       | 798   | 96,26  |    |   |  |  |
| * Liste du maire sortant |                    |                |       |        |    |   |  |  |

### Nevers
- Maire sortant : Florent Sainte-Fare Garnot (PS)
- 39 sièges à pourvoir au conseil municipal (population légale 2011 : 36 210 habitants)
- 21 sièges à pourvoir au conseil communautaire (CA de Nevers)

| Tête de liste            | Tête de liste                | Liste          | Premier tour | Premier tour | Second tour | Second tour | Sièges | Sièges |
| Tête de liste            | Tête de liste                | Liste          | Voix         | %            | Voix        | %           | CM     | CC     |
| ------------------------ | ---------------------------- | -------------- | ------------ | ------------ | ----------- | ----------- | ------ | ------ |
|                          | Florent Sainte-Fare Garnot * | PS             | 4 321        | 35,30        | 5 668       | 42,00       | 8      | 5      |
|                          | Denis Thuriot                | DVG            | 2 872        | 23,46        | 6 721       | 49,80       | 30     | 16     |
|                          | Philippe Cordier             | UMP            | 1 659        | 13,55        | 6 721       | 49,80       | 30     | 16     |
|                          | Guillaume Maillard           | UDI            | 1 447        | 11,82        | 6 721       | 49,80       | 30     | 16     |
|                          | Christophe Gaillard          | FN             | 1 336        | 10,91        | 1 106       | 8,19        | 1      | 0      |
|                          | Michel Estorge               | DVG            | 306          | 2,50         |             |             |        |        |
|                          | Geneviève Lemoine            | LO             | 299          | 2,44         |             |             |        |        |
|                          |                              |                |              |              |             |             |        |        |
| Inscrits                 | Inscrits                     | Inscrits       | 23 507       | 100,00       | 23 507      | 100,00      |        |        |
| Abstentions              | Abstentions                  | Abstentions    | 10 732       | 45,65        | 9 536       | 40,57       |        |        |
| Votants                  | Votants                      | Votants        | 12 775       | 54,35        | 13 971      | 59,43       |        |        |
| Blancs et nuls           | Blancs et nuls               | Blancs et nuls | 535          | 4,19         | 476         | 3,41        |        |        |
| Exprimés                 | Exprimés                     | Exprimés       | 12 240       | 95,81        | 13 495      | 96,59       |        |        |
| * Liste du maire sortant |                              |                |              |              |             |             |        |        |

### Pougues-les-Eaux
- Maire sortant : Mauricette Maître
- 19 sièges à pourvoir au conseil municipal (population légale 2011 : 2 429 habitants)
- 2 sièges à pourvoir au conseil communautaire (CA de Nevers)

| Tête de liste            | Tête de liste       | Liste          | Premier tour | Premier tour | Second tour | Second tour | Sièges | Sièges |
| Tête de liste            | Tête de liste       | Liste          | Voix         | %            | Voix        | %           | CM     | CC     |
| ------------------------ | ------------------- | -------------- | ------------ | ------------ | ----------- | ----------- | ------ | ------ |
|                          | Mauricette Maître * | DVG            | 571          | 49,82        | 567         | 49,00       | 15     | 2      |
|                          | Christophe Celle    | DIV            | 288          | 25,13        | 316         | 27,31       | 2      |        |
|                          | Jean-Pierre Dars    | DIV            | 287          | 25,04        | 274         | 23,68       | 2      |        |
|                          |                     |                |              |              |             |             |        |        |
| Inscrits                 | Inscrits            | Inscrits       | 1 770        | 100,00       | 1 770       | 100,00      |        |        |
| Abstentions              | Abstentions         | Abstentions    | 553          | 31,24        | 573         | 32,37       |        |        |
| Votants                  | Votants             | Votants        | 1 217        | 68,76        | 1 197       | 67,63       |        |        |
| Blancs et nuls           | Blancs et nuls      | Blancs et nuls | 71           | 5,83         | 40          | 3,34        |        |        |
| Exprimés                 | Exprimés            | Exprimés       | 1 146        | 94,17        | 1 157       | 96,66       |        |        |
| * Liste du maire sortant |                     |                |              |              |             |             |        |        |

### Pouilly-sur-Loire
- Maire sortant : Jean-Jacques Lété
- 19 sièges à pourvoir au conseil municipal (population légale 2011 : 1 710 habitants)
- 4 sièges à pourvoir au conseil communautaire (CC Cœur de Loire)

|                          | Jean-Jacques Lété * | DVD            | 656   | 100,00 | 19 | 4 |  |  |
|                          |                     |                |       |        |    |   |  |  |
| Inscrits                 | Inscrits            | Inscrits       | 1 336 | 100,00 |    |   |  |  |
| Abstentions              | Abstentions         | Abstentions    | 516   | 38,62  |    |   |  |  |
| Votants                  | Votants             | Votants        | 820   | 61,38  |    |   |  |  |
| Blancs et nuls           | Blancs et nuls      | Blancs et nuls | 164   | 20,00  |    |   |  |  |
| Exprimés                 | Exprimés            | Exprimés       | 656   | 80,00  |    |   |  |  |
| * Liste du maire sortant |                     |                |       |        |    |   |  |  |

### Prémery
- Maire sortant : Gilbert Germain
- 19 sièges à pourvoir au conseil municipal (population légale 2011 : 1 990 habitants)
- 13 sièges à pourvoir au conseil communautaire (CC Les Bertranges)

|                | Jean Marceau      | DIV            | 466   | 51,15  | 15 | 10 |  |  |
|                | Jean-Claude Ewing | DIV            | 270   | 29,63  | 3  | 2  |  |  |
|                | Monique Choquel   | PG             | 175   | 19,20  | 1  | 1  |  |  |
|                |                   |                |       |        |    |    |  |  |
| Inscrits       | Inscrits          | Inscrits       | 1 519 | 100,00 |    |    |  |  |
| Abstentions    | Abstentions       | Abstentions    | 530   | 34,89  |    |    |  |  |
| Votants        | Votants           | Votants        | 989   | 65,11  |    |    |  |  |
| Blancs et nuls | Blancs et nuls    | Blancs et nuls | 78    | 7,89   |    |    |  |  |
| Exprimés       | Exprimés          | Exprimés       | 911   | 92,11  |    |    |  |  |

### Saint-Amand-en-Puisaye
- Maire sortant : Odile Doreau
- 15 sièges à pourvoir au conseil municipal (population légale 2011 : 1 291 habitants)
- 2 sièges à pourvoir au conseil communautaire (CC de Puisaye-Forterre)

| Tête de liste            | Tête de liste        | Liste          | Premier tour | Premier tour | Second tour | Second tour | Sièges | Sièges |
| Tête de liste            | Tête de liste        | Liste          | Voix         | %            | Voix        | %           | CM     | CC     |
| ------------------------ | -------------------- | -------------- | ------------ | ------------ | ----------- | ----------- | ------ | ------ |
|                          | Odile Doreau *       | DVD            | 292          | 42,13        | 359         | 49,58       | 3      |        |
|                          | Joël Guemin          | DVG            | 273          | 39,39        | 365         | 50,41       | 12     | 2      |
|                          | Jean-Charles Hanotte | DIV            | 128          | 18,47        |             |             |        |        |
|                          |                      |                |              |              |             |             |        |        |
| Inscrits                 | Inscrits             | Inscrits       | 1 034        | 100,00       | 1 034       | 100,00      |        |        |
| Abstentions              | Abstentions          | Abstentions    | 311          | 30,08        | 285         | 27,56       |        |        |
| Votants                  | Votants              | Votants        | 723          | 69,92        | 749         | 72,44       |        |        |
| Blancs et nuls           | Blancs et nuls       | Blancs et nuls | 30           | 4,15         | 25          | 3,34        |        |        |
| Exprimés                 | Exprimés             | Exprimés       | 693          | 95,85        | 724         | 96,66       |        |        |
| * Liste du maire sortant |                      |                |              |              |             |             |        |        |

### Saint-Benin-d'Azy
- Maire sortant : Françoise Lereu
- 15 sièges à pourvoir au conseil municipal (population légale 2011 : 1 302 habitants)
- 4 sièges à pourvoir au conseil communautaire (CC Amognes Cœur du Nivernais)

|                | Jean Luc Gauthier    | UMP            | 496 | 68,03  | 13 | 4 |  |  |
|                | Christiane Thevenard | DVG            | 233 | 31,96  | 2  |   |  |  |
|                |                      |                |     |        |    |   |  |  |
| Inscrits       | Inscrits             | Inscrits       | 979 | 100,00 |    |   |  |  |
| Abstentions    | Abstentions          | Abstentions    | 216 | 22,06  |    |   |  |  |
| Votants        | Votants              | Votants        | 763 | 77,94  |    |   |  |  |
| Blancs et nuls | Blancs et nuls       | Blancs et nuls | 34  | 4,46   |    |   |  |  |
| Exprimés       | Exprimés             | Exprimés       | 729 | 95,54  |    |   |  |  |

### Saint-Éloi
- Maire sortant : Jean-Marc Duly
- 19 sièges à pourvoir au conseil municipal (population légale 2011 : 2 155 habitants)
- 7 sièges à pourvoir au conseil communautaire (CA de Nevers)

|                | Robert Ducreux   | DVD            | 676   | 61,90  | 16 | 7 |  |  |
|                | Dominique Rodeia | DVG            | 351   | 32,14  | 3  |   |  |  |
|                | El Mahjoub Misri | DIV            | 65    | 5,95   |    |   |  |  |
|                |                  |                |       |        |    |   |  |  |
| Inscrits       | Inscrits         | Inscrits       | 1 682 | 100,00 |    |   |  |  |
| Abstentions    | Abstentions      | Abstentions    | 533   | 31,69  |    |   |  |  |
| Votants        | Votants          | Votants        | 1 149 | 68,31  |    |   |  |  |
| Blancs et nuls | Blancs et nuls   | Blancs et nuls | 57    | 4,96   |    |   |  |  |
| Exprimés       | Exprimés         | Exprimés       | 1 092 | 95,04  |    |   |  |  |

### Saint-Léger-des-Vignes
- Maire sortant : Guy Leblanc (PS)
- 19 sièges à pourvoir au conseil municipal (population légale 2011 : 2 021 habitants)
- 6 sièges à pourvoir au conseil communautaire (CC Sud Nivernais)

|                | Pascal Thévenet | PS             | 598   | 100,00 | 19 | 6 |  |  |
|                |                 |                |       |        |    |   |  |  |
| Inscrits       | Inscrits        | Inscrits       | 1 517 | 100,00 |    |   |  |  |
| Abstentions    | Abstentions     | Abstentions    | 685   | 45,15  |    |   |  |  |
| Votants        | Votants         | Votants        | 832   | 54,85  |    |   |  |  |
| Blancs et nuls | Blancs et nuls  | Blancs et nuls | 234   | 28,13  |    |   |  |  |
| Exprimés       | Exprimés        | Exprimés       | 598   | 71,88  |    |   |  |  |

### Saint-Parize-le-Châtel
- Maire sortant : André Garcia
- 15 sièges à pourvoir au conseil municipal (population légale 2011 : 1 276 habitants)
- 5 sièges à pourvoir au conseil communautaire (CC Loire et Allier)

|                          | André Garcia * | DIV            | 471 | 62,88  | 13 | 4 |  |  |
|                          | Michel Derouet | DVG            | 278 | 37,11  | 2  | 1 |  |  |
|                          |                |                |     |        |    |   |  |  |
| Inscrits                 | Inscrits       | Inscrits       | 975 | 100,00 |    |   |  |  |
| Abstentions              | Abstentions    | Abstentions    | 194 | 19,90  |    |   |  |  |
| Votants                  | Votants        | Votants        | 781 | 80,10  |    |   |  |  |
| Blancs et nuls           | Blancs et nuls | Blancs et nuls | 32  | 4,10   |    |   |  |  |
| Exprimés                 | Exprimés       | Exprimés       | 749 | 95,90  |    |   |  |  |
| * Liste du maire sortant |                |                |     |        |    |   |  |  |

### Saint-Père
- Maire sortant : René Marcellot
- 15 sièges à pourvoir au conseil municipal (population légale 2011 : 1 188 habitants)
- 3 sièges à pourvoir au conseil communautaire (CC Cœur de Loire)

|                          | René Marcellot * | DVG            | 417 | 100,00 | 15 | 3 |  |  |
|                          |                  |                |     |        |    |   |  |  |
| Inscrits                 | Inscrits         | Inscrits       | 916 | 100,00 |    |   |  |  |
| Abstentions              | Abstentions      | Abstentions    | 350 | 38,21  |    |   |  |  |
| Votants                  | Votants          | Votants        | 566 | 61,79  |    |   |  |  |
| Blancs et nuls           | Blancs et nuls   | Blancs et nuls | 149 | 26,33  |    |   |  |  |
| Exprimés                 | Exprimés         | Exprimés       | 417 | 73,67  |    |   |  |  |
| * Liste du maire sortant |                  |                |     |        |    |   |  |  |

### Saint-Pierre-le-Moûtier
- Maire sortant : François Clostre
- 19 sièges à pourvoir au conseil municipal (population légale 2011 : 2 012 habitants)
- 7 sièges à pourvoir au conseil communautaire (CC du Nivernais Bourbonnais)

| Tête de liste  | Tête de liste       | Liste          | Premier tour | Premier tour | Second tour | Second tour | Sièges | Sièges |
| Tête de liste  | Tête de liste       | Liste          | Voix         | %            | Voix        | %           | CM     | CC     |
| -------------- | ------------------- | -------------- | ------------ | ------------ | ----------- | ----------- | ------ | ------ |
|                | Pierre Billard      | DVD            | 371          | 40,36        | 391         | 40,06       | 14     | 5      |
|                | Laurent Schoonbaert | DIV            | 306          | 33,29        | 354         | 36,27       | 3      | 1      |
|                | Arnaud Debaralle    | DVD            | 242          | 26,33        | 231         | 23,66       | 2      | 1      |
|                |                     |                |              |              |             |             |        |        |
| Inscrits       | Inscrits            | Inscrits       | 1 398        | 100,00       | 1 398       | 100,00      |        |        |
| Abstentions    | Abstentions         | Abstentions    | 420          | 30,04        | 384         | 27,47       |        |        |
| Votants        | Votants             | Votants        | 978          | 69,96        | 1 014       | 72,53       |        |        |
| Blancs et nuls | Blancs et nuls      | Blancs et nuls | 59           | 6,03         | 38          | 3,75        |        |        |
| Exprimés       | Exprimés            | Exprimés       | 919          | 93,97        | 976         | 96,25       |        |        |

### Sauvigny-les-Bois
- Maire sortant : Alain Lecour
- 19 sièges à pourvoir au conseil municipal (population légale 2011 : 1 541 habitants)
- 6 sièges à pourvoir au conseil communautaire (CC Loire et Allier)

|                          | Alain Lecour * | DVG            | 454   | 56,04  | 15 | 5 |  |  |
|                          | Pascal Morel   | DVG            | 356   | 43,95  | 4  | 1 |  |  |
|                          |                |                |       |        |    |   |  |  |
| Inscrits                 | Inscrits       | Inscrits       | 1 157 | 100,00 |    |   |  |  |
| Abstentions              | Abstentions    | Abstentions    | 315   | 27,23  |    |   |  |  |
| Votants                  | Votants        | Votants        | 842   | 72,77  |    |   |  |  |
| Blancs et nuls           | Blancs et nuls | Blancs et nuls | 32    | 3,80   |    |   |  |  |
| Exprimés                 | Exprimés       | Exprimés       | 810   | 96,20  |    |   |  |  |
| * Liste du maire sortant |                |                |       |        |    |   |  |  |

### Sermoise-sur-Loire
- Maire sortant : Josiane Roger
- 19 sièges à pourvoir au conseil municipal (population légale 2011 : 1 611 habitants)
- 2 sièges à pourvoir au conseil communautaire (CA de Nevers)

|                | Daniel Bourgeois | DVG            | 449   | 100,00 | 19 | 2 |  |  |
|                |                  |                |       |        |    |   |  |  |
| Inscrits       | Inscrits         | Inscrits       | 1 141 | 100,00 |    |   |  |  |
| Abstentions    | Abstentions      | Abstentions    | 469   | 41,10  |    |   |  |  |
| Votants        | Votants          | Votants        | 672   | 58,90  |    |   |  |  |
| Blancs et nuls | Blancs et nuls   | Blancs et nuls | 223   | 33,18  |    |   |  |  |
| Exprimés       | Exprimés         | Exprimés       | 449   | 66,82  |    |   |  |  |

### Urzy
- Maire sortant : Huguette Judas
- 19 sièges à pourvoir au conseil municipal (population légale 2011 : 1 815 habitants)
- 7 sièges à pourvoir au conseil communautaire (CC Les Bertranges)

|                          | Huguette Judas * | DVG            | 478   | 53,58  | 15 | 6 |  |  |
|                          | Roger Rigaud     | DVG            | 414   | 46,41  | 4  | 1 |  |  |
|                          |                  |                |       |        |    |   |  |  |
| Inscrits                 | Inscrits         | Inscrits       | 1 329 | 100,00 |    |   |  |  |
| Abstentions              | Abstentions      | Abstentions    | 361   | 27,16  |    |   |  |  |
| Votants                  | Votants          | Votants        | 968   | 72,84  |    |   |  |  |
| Blancs et nuls           | Blancs et nuls   | Blancs et nuls | 76    | 7,85   |    |   |  |  |
| Exprimés                 | Exprimés         | Exprimés       | 892   | 92,15  |    |   |  |  |
| * Liste du maire sortant |                  |                |       |        |    |   |  |  |

### Varennes-Vauzelles
- Maire sortant : Pascal Reuillard (PCF)
- 29 sièges à pourvoir au conseil municipal (population légale 2011 : 9 567 habitants)
- 7 sièges à pourvoir au conseil communautaire (CA de Nevers)

| Tête de liste            | Tête de liste      | Liste          | Premier tour | Premier tour | Second tour | Second tour | Sièges | Sièges |
| Tête de liste            | Tête de liste      | Liste          | Voix         | %            | Voix        | %           | CM     | CC     |
| ------------------------ | ------------------ | -------------- | ------------ | ------------ | ----------- | ----------- | ------ | ------ |
|                          | Pascal Reuillard * | PCF            | 1 796        | 41,16        | 1 861       | 42,18       | 6      | 1      |
|                          | Isabelle Bonnicel  | DVD            | 971          | 22,25        | 1 887       | 42,76       | 21     | 6      |
|                          | Dominique Maurin   | EELV/PS        | 915          | 20,97        | 664         | 15,04       | 2      |        |
|                          | Patrick Frison     | UMP            | 681          | 15,60        |             |             |        |        |
|                          |                    |                |              |              |             |             |        |        |
| Inscrits                 | Inscrits           | Inscrits       | 7 449        | 100,00       | 7 449       | 100,00      |        |        |
| Abstentions              | Abstentions        | Abstentions    | 2 855        | 38,33        | 2 854       | 38,31       |        |        |
| Votants                  | Votants            | Votants        | 4 594        | 61,67        | 4 595       | 61,69       |        |        |
| Blancs et nuls           | Blancs et nuls     | Blancs et nuls | 231          | 5,03         | 183         | 3,98        |        |        |
| Exprimés                 | Exprimés           | Exprimés       | 4 363        | 94,97        | 4 412       | 96,02       |        |        |
| * Liste du maire sortant |                    |                |              |              |             |             |        |        |

### Varzy
- Maire sortant : Lucien Larivé
- 15 sièges à pourvoir au conseil municipal (population légale 2011 : 1 302 habitants)
- 7 sièges à pourvoir au conseil communautaire (CC Haut Nivernais - Val d'Yonne)

|                | Gilles Noël    | DVG            | 303 | 55,29  | 12 | 6 |  |  |
|                | Michel Pigoury | SE             | 245 | 44,70  | 3  | 1 |  |  |
|                |                |                |     |        |    |   |  |  |
| Inscrits       | Inscrits       | Inscrits       | 820 | 100,00 |    |   |  |  |
| Abstentions    | Abstentions    | Abstentions    | 214 | 26,10  |    |   |  |  |
| Votants        | Votants        | Votants        | 606 | 73,90  |    |   |  |  |
| Blancs et nuls | Blancs et nuls | Blancs et nuls | 58  | 9,57   |    |   |  |  |
| Exprimés       | Exprimés       | Exprimés       | 548 | 90,43  |    |   |  |  |